# Maria das Mercedes de Bourbon
Maria das Mercedes de Bourbon e Orleans (Madrid, 23 de dezembro de 1910 – Lanzarote, 2 de janeiro de 2000) foi princesa de Bourbon com as mesmas dignidades e honras dos infantes da Espanha (concedido por Alfonso XIII no nascimento), Infanta de Espanha e Condessa de Barcelona por casamento (1935-2000) e mãe do rei Juan Carlos, que ascendeu ao trono como rei da Espanha.

## Biografia
Maria nasceu em Madrid, filha do príncipe Carlos das Duas Sicílias, Infante da Espanha, e de sua segunda esposa, a princesa Luísa de Orléans. Seu pai era neto do rei Fernando II das Duas Sicílias, e sua mãe era filha do príncipe Luís Filipe d'Orléans, Conde de Paris, um pretendente ao trono francês. Ela recebeu no nascimento, a patente e o título de Infanta da Espanha, embora não seja o uso real do título, sendo ela própria Princesa das Duas Sicílias. Sua família se mudou para Sevilha, quando seu pai se tornou Capitão Geral daquela província. Quando se promulgou a Segunda República Espanhola foram forçados a irem para o exílio, eles viveram em Cannes e depois em Paris, onde ela estudou arte no Museu do Louvre.
Em 14 de janeiro de 1935, ela compareceu ao casamento, em Roma, da infanta Beatriz de Espanha, filha do deposto rei Afonso XIII de Espanha. Lá conheceu o irmão da noiva, seu primo segundo e futuro marido, o infante João, Conde de Barcelona, quarto filho e herdeiro designado de Afonso XIII.

## Casamento
Em 1935, a princesa Maria casou-se com seu primo o infante João, Conde de Barcelona, herdeiro do trono de Espanha, filho do rei Afonso XIII, e de sua esposa, a princesa Vitória Eugénia de Battenberg, durante a Segunda República Espanhola. A esse casamento compareceram os pais da noiva e do noivo, os irmãos dos noivos e a avó materna de João, a princesa Beatriz do Reino Unido.

## Descendência
- Pilar de Espanha, casada com Luis Gomez-Acebo y de Estrada, Visconde da Torre; morta em 08 de janeiro de 2020.
- Juan Carlos I da Espanha, casado com a princesa Sofia da Grécia e Dinamarca;
- Margarida de Espanha, casada com Carlos Emilio Juan Zurita y Delgado, Duque de Hernani;
- Afonso, Infante de Espanha, morto em 29 de março de 1956.

## Vida posterior
Após o casamento viveram em Cannes e Roma, e, com o início da Segunda Guerra Mundial, eles mudaram-se para Lausana para morar com a rainha Vitória Eugénia de Battenberg, a mãe do Infante João. Depois, eles residiram em Estoril, na Riviera Portuguesa.
Em 1953, a Condessa representou a Família real espanhola na coroação da rainha Elizabeth II do Reino Unido.
Em 1976, um ano depois da monarquia ser restaurada na Espanha, na pessoa de seu filho, Juan Carlos, eles retornaram para a Espanha. Ela era a mediadora entre o filho e seu marido, desde o conflito quando Juan Carlos foi designado herdeiro de Francisco Franco. Em 1977, seu marido renunciou seus direitos em favor de seu filho, que oficialmente lhe permitiu usar o título de Conde de Barcelona.
Ela quebrou seu quadril em 1982 e o fêmur esquerdo em 1985, o que a forçou a usar uma cadeira de rodas pelo resto de sua vida. Tornou-se viúva em 1993. 
Ela era uma fã fervorosa de touros e da cultura andaluza. Em 1995, sua neta Elena, Duquesa de Lugo casou-se em Sevilha devido ao amor da Condessa pela cidade. 
Ela foi a 1.171ª Dama da Ordem Real da Rainha Maria Luísa.
Ela morreu de ataque cardíaco na Residência Real de La Mareta, em Lanzarote, onde a família real se reuniu para celebrar o Ano Novo. Ela foi enterrada com honras de uma rainha na Cripta Real no monastério de São Lorenzo de El Escorial, perto de Madrid.

## Títulos, estilos e armas

### Títulos e estilos
- 23 de outubro de 1910 - 11 de outubro 1935: Sua Alteza Real, a Princesa Maria das Mercedes das Duas Sicílias
- 12 de outubro 1935 - 7 de março de 1941: Sua Alteza Real, a Infanta Maria das Mercedes da Espanha
- 8 de março de 1941 - 30 de março 1993: Sua Alteza Real, a Condessa de Barcelona
- 1 de abril de 1993 - 2 de janeiro de 2000: Sua Alteza Real, a Condessa Viúva de Barcelona

Desde o seu casamento até a morte de seu marido, o seu tratamento completo foi: Sua Alteza Real a Princesa Maria das Mercês das Duas Sicílias, Infanta de Espanha, Condessa de Barcelona. Depois da morte de seu marido o seu tratamento real ficou: Sua Alteza Real a Princesa Maria das Mercês das Duas Sicílias, Condessa-viúva de Barcelona

### Brasões de armas

Infanta de Espanha (1935 – 1941)
Consorte do Pretendente ao Trono Espanhol (1941 – 1977)
Após a renúncia do marido ao trono espanhol (1977 – 1988)
Após a renúncia do marido ao trono espanhol (1988 – 1993)
Condessa Viúva de Barcelona (1993 – 2000)